# Dipterocarpus kunstleri
Dipterocarpus kunstleri là một loài thực vật có hoa trong họ Dầu. Loài này được King mô tả khoa học đầu tiên năm 1893.